# Nordlumo
Nordlumo ist eine 2016 gegründete Funeral-Doom-Band.

## Geschichte
Das anonyme Projekt Nordlumo wurde vermeintlich von einer, sich Nordmad nennenden Person gegründet. Als Gründungsjahr gibt Stormbringer.at das Jahr 2016 an. Dem Webzine Concreteweb zufolge ist das Projekt in Severomorsk beheimatet und wird von einem Musiker mit dem Vornamen Evgenyi unterhalten. Auf der offiziellen Bandcamp-Präsenz des Projektes wird die Region Oblast Murmansk als Heimartort angegeben.
Im Jahr 2017 erschien das Debütalbum Embraced by Eternal Night über Endless Winter. Internationale Rezensenten beurteilten das Album durchschnittlich, als „solide Veröffentlichung“ im Genre, bis hin zu lobenden Einschätzungen, es sei ein „unantastbares Debüt, ausgestattet mit allem was Fans des Funeral Doom benötigen“ und eine Veröffentlichung von „hoher Qualität“. Hierbei erweise sich die Band als „ein Projekt, das ein beträchtliches Potenzial aufweist“.

## Stil
Die Musik von Nordlumo wird als „solider, aber wenig abenteuerlicher“ Funeral Doom beschrieben. Im Genre lasse sich die Musik dem „erhaben-melodischen Ende des Spektrums“ zuordnen. Ian Morrissey beschreibt die Musik für Doom-Metal.com als stereotype Variante des russischen Funeral-Dooms, „mit seltsamen Soli, geflüsterten Vocals“, atmosphärischen Keyboard-Arrangements und Gitarrenläufen sowie tiefem Growling. Zum einordnenden Vergleich wird in der für Concreteweb verfassten Rezension auf die Genreinterpreten Colosseum, Abysmal Growls of Despair, My Shameful, Shape of Despair, Monolithe, Grimirg und Evoken Verwiesen.

## Diskografie
- 2017: Embraced by Eternal Night (Album, Endless Winter)